# Ludwig Kalisch

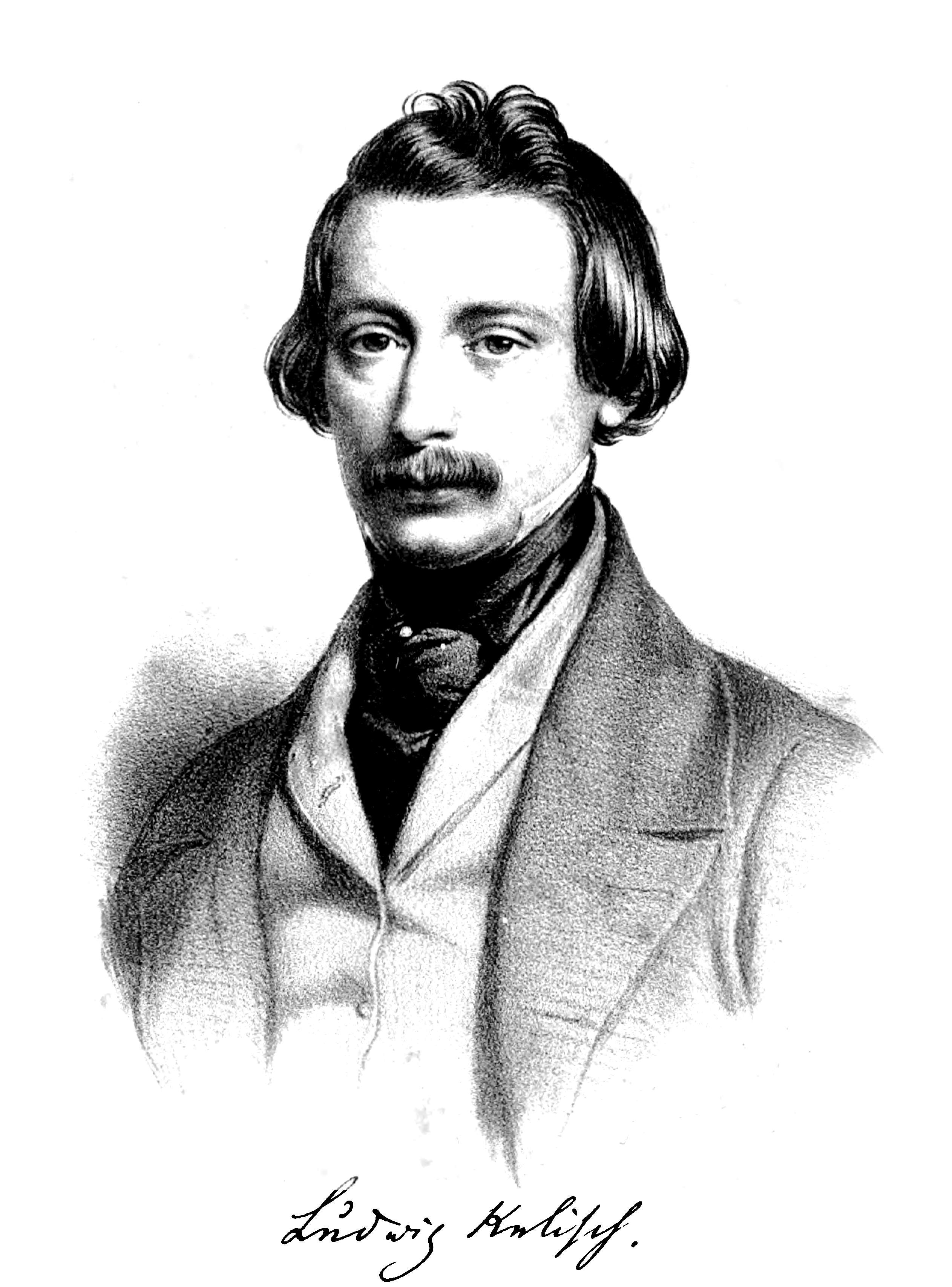
Ludwig Kalisch

Ludwig Kalisch (ur. 7 września 1814 w Lesznie, zm. 3 marca 1882 w Paryżu) – pisarz wychowany w Lesznie, gdzie odebrał tradycyjną żydowską edukację religijną. 

## Życiorys
Wywodził się z rabinackiej rodziny, został wychowany ortodoksyjnie, związani z kręgiem z tak zwanym kręgiem mędrców Leszna. Gdy miał 12 lat opuścił swój dom. Został kolejno handlarzem, kupcem i nauczycielem. Gdy zaoszczędził wystarczającą sumę pieniędzy, aby ukończyć maturę, naukę medycyny, a później języków i literatury w Heidelbergu i Monachium. Osiedlając się w Mayence w 1843 roku został redaktorem “Narrhalla” (1843-1846), na łamach którego prezentował swoje postępowe poglądy. Opowiadał się przeciw polityce Prus, popierał emancypację żydowskich środowisk i zrównanie ich praw z prawami innych obywateli. Uczestniczył w rewolucji Wiosny Ludów na przełomie lat 1848–1849, współpracował z prowizorycznym rządem, Palatynatu. Za swoje działania został skazany na karę śmierci w Zweibrücken. Będąc zmuszonym do opuszczenia Niemiec. W 1850 wyjechał do Paryża i Londyn następnie osiedlił się w Paryżu w 1851 r., gdzie nawiązał kontakty m.in. z Jakiem Offenbachem i Heinrichem Heinem. Był autorem przekładu na język niemiecki libretta operetki Orfeusz w piekle, której premiera odbyła się w 1859 r. w Teatrze Miejskim we Wrocławiu. Jego literatura, na wskroś satyryczna, w dużej mierze była związana z działalnościami politycznymi. Z tego powodu nie zapisała się na trwałe w kulturze, poza nielicznymi wyjątkami takimi jak “Bilder aus meiner Knabenzeit”.

## Twórczość literacka
Bilder aus meiner Knabenzeit (Obrazki z moich lat chłopięcych) wydane w 1872 roku to zbiór esejów autobiograficznych, w których Kalisch ukazuje różne aspekty życia gminy żydowskiej w Lesznie. W owym czasie największej gminy żydowskiej w Wielkopolsce. Autor szczegółowo opisuje zwłaszcza żydowską edukację religijną, życie rodzinne i gospodarcze, ale również trendy emancypacyjne i akulturacyjne. Mocną stroną Kalischa była humorystyczna ballada. Wiele jego pism pojawiło się w felietonach gazet i czasopism. Spośród opublikowanych tekstów warto z osobna wymienić:
- “Das Buch der Narrheit”, Mayance 1845;
- “Schlagschatten”, ib. 1845
- “Poetische Erzählugen”, ib. 1845;
- “Shrapnels”, Frankfurt nad Menem, 1849;
- “Paris und London”, ib. 1851;
- “Heitere Stunden”, Berlin, 1872;
- “Bilder aus Meiner Knabenzeit”, Leipsic, 1872;
- “Gebunden und Ungebunden”, Monachium, 1876;
- “Pariser Leben”, Mayance, 1881, wyd. 2d. 1882.

## Kalisch w Polsce
Polskiej kulturze Ludwig Kalisch jest niemal obcy. Jego biogram znalazł się słowniku biograficznym Leszna autorstwa, Dariusza Czwojdraka. Krótkie fragmenty “Bilder aus meiner Knabenzeit” znajdują się w “Panoramie Leszczyńskiej” w przekładzie Marcina Błaszkowskiego oraz wstępem Rafała Makowskiego w numerze z 11.02.2010 roku. Przekłady tego samego autora, zostały wykorzystane przez Telewizję Leszno w dwuczęściowym programie “Obrazki z lat chłopięcych Kalischa” w marcu 2010 roku.
W 2019 roku zbiór esejów autobiograficznych Kalischa "Bilder aus meiner Knabenzeit" (z 1872 roku) został przetłumaczony przez Marcina Błaszkowskiego na język polski.